# ヨルパチーノ
ヨルパチーノは、関西テレビで2011年4月15日から設けられ、2014年3月28日まで平日深夜に放送されていた深夜番組のレーベルである。

## 概要
2011年4月の改編で、平日の深夜バラエティ番組枠として新たに開設された。枠開設前から継続される番組のうち、『関ジャニ∞のジャニ勉』は従来の30分から放送時間を拡大、『情熱★エンためファクトリー どっキング!!!』はNMB48を新レギュラーに加えて『どっキング48』にリニューアル。また『カキューン!!』で放送された『妄想ガールズコレクション』がレギュラー番組化された。
基本的には日替わり1時間（実勢55分）番組を日替わりで展開するが、2011年4月から2013年3月まで木曜深夜（金曜未明）、2013年4月から火曜深夜（水曜未明）の分は前半25分と後半30分（2012年1月から3月までは後半53分）の番組2本である。
2014年1月から、火曜深夜（水曜未明）の後半30分枠は廃枠となった。
「ヨルパチーノ」の枠名は、2011年4月15日放送の『ジャルやるっ!』から付けられている。
枠設立に合わせて、同年4月16日の25:55 - 26:10に、NON STYLEを案内役とした番宣特番『一夜限りのノンスタイルのBAR “ヨルパチーノ”』を放送した。
前述の通り、2014年3月をもって廃枠となった。

## 放送番組
| 月曜日                                                                            | 火曜日                                                                                               | 火曜日 | 水曜日                                                 | 木曜日 | 木曜日                                                                                              | 金曜日                      |
| 月曜日                                                                            | 前半                                                                                                 | 後半 | 水曜日                                                 | 前半 | 後半                                                                                                | 金曜日                      |
| --------------------------------------------------------------------------------- | --- | --- | ------------------------------------------------------ | --- | --------------------------------------------------------------------------------------------------- | --------------------------- |
| 爆裂バラエティー シャバダバの空に 24:35 - 25:30 （2011年4月18日 - 2013年3月25日） | どっキング48 24:35 - 25:30 （2011年4月19日 - 2013年3月26日）                                         | どっキング48 24:35 - 25:30 （2011年4月19日 - 2013年3月26日）                                                     | 関ジャニ∞のジャニ勉 24:35 - 25:30 （2011年4月20日 - ） | 妄想ガールズコレクション 24:35 - 25:00 （2011年4月21日 - 6月30日）                                                 | カキューン!! 25:00 - 25:30 （2011年4月21日 - 12月22日） ↓ 25:05 - 25:58 （2012年1月12日 - 3月29日） | ジャルやるっ! 25:05 - 25:59 |
| 爆裂バラエティー シャバダバの空に 24:35 - 25:30 （2011年4月18日 - 2013年3月25日） | どっキング48 24:35 - 25:30 （2011年4月19日 - 2013年3月26日）                                         | どっキング48 24:35 - 25:30 （2011年4月19日 - 2013年3月26日）                                                     | 関ジャニ∞のジャニ勉 24:35 - 25:30 （2011年4月20日 - ） | ブラっと嫉妬 24:35 - 25:00 （2011年7月7日 - 9月29日）                                                              | カキューン!! 25:00 - 25:30 （2011年4月21日 - 12月22日） ↓ 25:05 - 25:58 （2012年1月12日 - 3月29日） | ジャルやるっ! 25:05 - 25:59 |
| 爆裂バラエティー シャバダバの空に 24:35 - 25:30 （2011年4月18日 - 2013年3月25日） | どっキング48 24:35 - 25:30 （2011年4月19日 - 2013年3月26日）                                         | どっキング48 24:35 - 25:30 （2011年4月19日 - 2013年3月26日）                                                     | 関ジャニ∞のジャニ勉 24:35 - 25:30 （2011年4月20日 - ） | 銀シャリ×藤崎マーケットの◎本の矢 24:35 - 25:00 （2011年10月6日 - 12月22日）                                        | カキューン!! 25:00 - 25:30 （2011年4月21日 - 12月22日） ↓ 25:05 - 25:58 （2012年1月12日 - 3月29日） | ジャルやるっ! 25:05 - 25:59 |
| 爆裂バラエティー シャバダバの空に 24:35 - 25:30 （2011年4月18日 - 2013年3月25日） | どっキング48 24:35 - 25:30 （2011年4月19日 - 2013年3月26日）                                         | どっキング48 24:35 - 25:30 （2011年4月19日 - 2013年3月26日）                                                     | 関ジャニ∞のジャニ勉 24:35 - 25:30 （2011年4月20日 - ） | 千原芸能社 24:35 - 25:05 （2012年1月12日 - 3月29日）                                                               | カキューン!! 25:00 - 25:30 （2011年4月21日 - 12月22日） ↓ 25:05 - 25:58 （2012年1月12日 - 3月29日） | ジャルやるっ! 25:05 - 25:59 |
| 爆裂バラエティー シャバダバの空に 24:35 - 25:30 （2011年4月18日 - 2013年3月25日） | どっキング48 24:35 - 25:30 （2011年4月19日 - 2013年3月26日）                                         | どっキング48 24:35 - 25:30 （2011年4月19日 - 2013年3月26日）                                                     | 関ジャニ∞のジャニ勉 24:35 - 25:30 （2011年4月20日 - ） | ジャルジャル×銀シャリ ヤバイブル 24:35 - 25:00 （2012年4月5日 - 6月28日）                                          | 【ドラマNEXT】 神話戦士ギガゼウス 25:00 - 25:30 （2012年4月5日 - 6月28日）                          | ジャルやるっ! 25:05 - 25:59 |
| 爆裂バラエティー シャバダバの空に 24:35 - 25:30 （2011年4月18日 - 2013年3月25日） | どっキング48 24:35 - 25:30 （2011年4月19日 - 2013年3月26日）                                         | どっキング48 24:35 - 25:30 （2011年4月19日 - 2013年3月26日）                                                     | 関ジャニ∞のジャニ勉 24:35 - 25:30 （2011年4月20日 - ） | 【ツキギメ!】 逆ランキングバラエティ COUNT UP! もうひとつの真実が底にある 24:35 - 25:00 （2012年7月5日 - 7月26日） | 【ドラマNEXT】 呪報2405 ワタシが死ぬ理由 25:00 - 25:30 （2012年7月12日 - 9月27日）                  | ジャルやるっ! 25:05 - 25:59 |
| 爆裂バラエティー シャバダバの空に 24:35 - 25:30 （2011年4月18日 - 2013年3月25日） | どっキング48 24:35 - 25:30 （2011年4月19日 - 2013年3月26日）                                         | どっキング48 24:35 - 25:30 （2011年4月19日 - 2013年3月26日）                                                     | 関ジャニ∞のジャニ勉 24:35 - 25:30 （2011年4月20日 - ） | 【ツキギメ!】 恋クル リサイクル 24:35 - 25:00 （2012年8月2日 - 8月30日）                                           | 【ドラマNEXT】 呪報2405 ワタシが死ぬ理由 25:00 - 25:30 （2012年7月12日 - 9月27日）                  | ジャルやるっ! 25:05 - 25:59 |
| 爆裂バラエティー シャバダバの空に 24:35 - 25:30 （2011年4月18日 - 2013年3月25日） | どっキング48 24:35 - 25:30 （2011年4月19日 - 2013年3月26日）                                         | どっキング48 24:35 - 25:30 （2011年4月19日 - 2013年3月26日）                                                     | 関ジャニ∞のジャニ勉 24:35 - 25:30 （2011年4月20日 - ） | 【ツキギメ!】 ときめき☆ダンシャリアン 〜捨てる勇気、君に届け〜 24:35 - 25:00 （2012年9月6日 - 9月27日）            | 【ドラマNEXT】 呪報2405 ワタシが死ぬ理由 25:00 - 25:30 （2012年7月12日 - 9月27日）                  | ジャルやるっ! 25:05 - 25:59 |
| 爆裂バラエティー シャバダバの空に 24:35 - 25:30 （2011年4月18日 - 2013年3月25日） | どっキング48 24:35 - 25:30 （2011年4月19日 - 2013年3月26日）                                         | どっキング48 24:35 - 25:30 （2011年4月19日 - 2013年3月26日）                                                     | 関ジャニ∞のジャニ勉 24:35 - 25:30 （2011年4月20日 - ） | 【ツキギメ!】 噂のギョーカイ!激ヤバ鬼発注 24:35 - 25:00 （2012年10月4日 - 10月25日）                               | 【ドラマNEXT】 ピロートーク〜ベッドの思惑〜 25:00 - 25:30 （2012年10月4日 - 12月20日）              | ジャルやるっ! 25:05 - 25:59 |
| 爆裂バラエティー シャバダバの空に 24:35 - 25:30 （2011年4月18日 - 2013年3月25日） | どっキング48 24:35 - 25:30 （2011年4月19日 - 2013年3月26日）                                         | どっキング48 24:35 - 25:30 （2011年4月19日 - 2013年3月26日）                                                     | 関ジャニ∞のジャニ勉 24:35 - 25:30 （2011年4月20日 - ） | 【ツキギメ!】 ディープな体験100人調査! 仰天!濃いバナの館 24:35 - 25:00 （2012年11月1日 - 11月29日）                | 【ドラマNEXT】 ピロートーク〜ベッドの思惑〜 25:00 - 25:30 （2012年10月4日 - 12月20日）              | ジャルやるっ! 25:05 - 25:59 |
| 爆裂バラエティー シャバダバの空に 24:35 - 25:30 （2011年4月18日 - 2013年3月25日） | どっキング48 24:35 - 25:30 （2011年4月19日 - 2013年3月26日）                                         | どっキング48 24:35 - 25:30 （2011年4月19日 - 2013年3月26日）                                                     | 関ジャニ∞のジャニ勉 24:35 - 25:30 （2011年4月20日 - ） | 【ツキギメ!】 ジロンバ 24:35 - 25:00 （2012年12月7日 - 12月28日）                                                  | 【ドラマNEXT】 ピロートーク〜ベッドの思惑〜 25:00 - 25:30 （2012年10月4日 - 12月20日）              | ジャルやるっ! 25:05 - 25:59 |
| 爆裂バラエティー シャバダバの空に 24:35 - 25:30 （2011年4月18日 - 2013年3月25日） | どっキング48 24:35 - 25:30 （2011年4月19日 - 2013年3月26日）                                         | どっキング48 24:35 - 25:30 （2011年4月19日 - 2013年3月26日）                                                     | 関ジャニ∞のジャニ勉 24:35 - 25:30 （2011年4月20日 - ） | 【ツキギメ!】 謎のコントチャンネル 芸能!パパラっちゃん 24:35 - 25:00 （2013年1月10日 - 1月31日）                   | 【ドラマNEXT】 ヨメ代行はじめました。 25:00 - 25:30 （2013年1月10日 - 3月28日）                     | ジャルやるっ! 25:05 - 25:59 |
| 爆裂バラエティー シャバダバの空に 24:35 - 25:30 （2011年4月18日 - 2013年3月25日） | どっキング48 24:35 - 25:30 （2011年4月19日 - 2013年3月26日）                                         | どっキング48 24:35 - 25:30 （2011年4月19日 - 2013年3月26日）                                                     | 関ジャニ∞のジャニ勉 24:35 - 25:30 （2011年4月20日 - ） | 【ツキギメ!】 ディクショナリーTV 見る日本語ランド 24:35 - 25:00 （2013年2月7日 - 2月28日）                         | 【ドラマNEXT】 ヨメ代行はじめました。 25:00 - 25:30 （2013年1月10日 - 3月28日）                     | ジャルやるっ! 25:05 - 25:59 |
| 爆裂バラエティー シャバダバの空に 24:35 - 25:30 （2011年4月18日 - 2013年3月25日） | どっキング48 24:35 - 25:30 （2011年4月19日 - 2013年3月26日）                                         | どっキング48 24:35 - 25:30 （2011年4月19日 - 2013年3月26日）                                                     | 関ジャニ∞のジャニ勉 24:35 - 25:30 （2011年4月20日 - ） | 【ツキギメ!】 究極の1問をプロデュース! サイコーの問題 24:35 - 25:00 （2013年3月7日 - 3月28日）                     | 【ドラマNEXT】 ヨメ代行はじめました。 25:00 - 25:30 （2013年1月10日 - 3月28日）                     | ジャルやるっ! 25:05 - 25:59 |
| ギョクセキっ! 24:35 - 25:30 （2013年4月15日 - 2014年3月24日）                     | 時間を支配しろ! クイズ★ギリドメ! 24:35 - 25:00 （2013年4月16日 - 6月25日）                           | 【ツキギメ!】 よく考えると ハッとしてキャーな話 25:00 - 25:30 （2013年4月9日 - 4月30日）                         | 関ジャニ∞のジャニ勉 24:35 - 25:30 （2011年4月20日 - ） | NMBとまなぶくん 24:35 - 25:30 （2013年4月11日 - ）                                                                 | NMBとまなぶくん 24:35 - 25:30 （2013年4月11日 - ）                                                  | ジャルやるっ! 25:05 - 25:59 |
| ギョクセキっ! 24:35 - 25:30 （2013年4月15日 - 2014年3月24日）                     | 時間を支配しろ! クイズ★ギリドメ! 24:35 - 25:00 （2013年4月16日 - 6月25日）                           | 【ツキギメ!】 奇跡のムチャぶり大作戦 ムチャレンジ!! 25:00 - 25:30 （2013年5月7日 - 5月28日）                     | 関ジャニ∞のジャニ勉 24:35 - 25:30 （2011年4月20日 - ） | NMBとまなぶくん 24:35 - 25:30 （2013年4月11日 - ）                                                                 | NMBとまなぶくん 24:35 - 25:30 （2013年4月11日 - ）                                                  | ジャルやるっ! 25:05 - 25:59 |
| ギョクセキっ! 24:35 - 25:30 （2013年4月15日 - 2014年3月24日）                     | 時間を支配しろ! クイズ★ギリドメ! 24:35 - 25:00 （2013年4月16日 - 6月25日）                           | 【ツキギメ!】 有吉弘行の 信じる者はバカをみる!? 25:00 - 25:30 （2013年6月4日 - 6月25日）                         | 関ジャニ∞のジャニ勉 24:35 - 25:30 （2011年4月20日 - ） | NMBとまなぶくん 24:35 - 25:30 （2013年4月11日 - ）                                                                 | NMBとまなぶくん 24:35 - 25:30 （2013年4月11日 - ）                                                  | ジャルやるっ! 25:05 - 25:59 |
| ギョクセキっ! 24:35 - 25:30 （2013年4月15日 - 2014年3月24日）                     | 宮根のどないアングル 〜どうでもいい!?究極の三択〜 24:35 - 25:00 （2013年7月2日 - 10月1日）           | 【ツキギメ!】 暗躍!芸人ブローカー 〜真夏の(秘)密売祭り〜 25:00 - 25:30 （2013年7月2日 - 7月30日）                | 関ジャニ∞のジャニ勉 24:35 - 25:30 （2011年4月20日 - ） | NMBとまなぶくん 24:35 - 25:30 （2013年4月11日 - ）                                                                 | NMBとまなぶくん 24:35 - 25:30 （2013年4月11日 - ）                                                  | ジャルやるっ! 25:05 - 25:59 |
| ギョクセキっ! 24:35 - 25:30 （2013年4月15日 - 2014年3月24日）                     | 宮根のどないアングル 〜どうでもいい!?究極の三択〜 24:35 - 25:00 （2013年7月2日 - 10月1日）           | 【ツキギメ!】 人間性カジノ カスベガス 25:00 - 25:30 （2013年8月6日 - 8月27日）                                   | 関ジャニ∞のジャニ勉 24:35 - 25:30 （2011年4月20日 - ） | NMBとまなぶくん 24:35 - 25:30 （2013年4月11日 - ）                                                                 | NMBとまなぶくん 24:35 - 25:30 （2013年4月11日 - ）                                                  | ジャルやるっ! 25:05 - 25:59 |
| ギョクセキっ! 24:35 - 25:30 （2013年4月15日 - 2014年3月24日）                     | 宮根のどないアングル 〜どうでもいい!?究極の三択〜 24:35 - 25:00 （2013年7月2日 - 10月1日）           | 【ツキギメ!】 ボクとオカンの2人旅 〜時々オトン〜 30代芸人が感謝の親孝行 25:00 - 25:30 （2013年9月3日 - 9月24日） | 関ジャニ∞のジャニ勉 24:35 - 25:30 （2011年4月20日 - ） | NMBとまなぶくん 24:35 - 25:30 （2013年4月11日 - ）                                                                 | NMBとまなぶくん 24:35 - 25:30 （2013年4月11日 - ）                                                  | ジャルやるっ! 25:05 - 25:59 |
| ギョクセキっ! 24:35 - 25:30 （2013年4月15日 - 2014年3月24日）                     | 究極の1問をプロデュース! サイコーの問題 24:35 - 25:00 （2013年10月8日 - 12月17日）                   | 知ればギョーテン!? 世界丸はだかリサーチ ※25:00 - 25:30 （2013年10月8日 - 12月17日）                              | 関ジャニ∞のジャニ勉 24:35 - 25:30 （2011年4月20日 - ） | NMBとまなぶくん 24:35 - 25:30 （2013年4月11日 - ）                                                                 | NMBとまなぶくん 24:35 - 25:30 （2013年4月11日 - ）                                                  | ジャルやるっ! 25:05 - 25:59 |
| ギョクセキっ! 24:35 - 25:30 （2013年4月15日 - 2014年3月24日）                     | 【ツキギメ!】 オワライカスタム2 〜あの定番ネタを映画化!?〜 24:35 - 25:00 （2014年1月14日 - 1月28日） | （廃枠） | 関ジャニ∞のジャニ勉 24:35 - 25:30 （2011年4月20日 - ） | NMBとまなぶくん 24:35 - 25:30 （2013年4月11日 - ）                                                                 | NMBとまなぶくん 24:35 - 25:30 （2013年4月11日 - ）                                                  | ジャルやるっ! 25:05 - 25:59 |
| ギョクセキっ! 24:35 - 25:30 （2013年4月15日 - 2014年3月24日）                     | 【ツキギメ!】 芸能人の因縁解消します! わだかまり交通社 24:35 - 25:00 （2014年2月4日 - 2月25日）      | （廃枠） | 関ジャニ∞のジャニ勉 24:35 - 25:30 （2011年4月20日 - ） | NMBとまなぶくん 24:35 - 25:30 （2013年4月11日 - ）                                                                 | NMBとまなぶくん 24:35 - 25:30 （2013年4月11日 - ）                                                  | ジャルやるっ! 25:05 - 25:59 |
| ギョクセキっ! 24:35 - 25:30 （2013年4月15日 - 2014年3月24日）                     | 【ツキギメ!】 芸能人の私生活をのぞき見! クイズ!目線はダレ? 24:35 - 25:00 （2014年3月4日 - 3月25日）  | （廃枠） | 関ジャニ∞のジャニ勉 24:35 - 25:30 （2011年4月20日 - ） | NMBとまなぶくん 24:35 - 25:30 （2013年4月11日 - ）                                                                 | NMBとまなぶくん 24:35 - 25:30 （2013年4月11日 - ）                                                  | ジャルやるっ! 25:05 - 25:59 |